# ベルリン＝シャルロッテンブルク駅
ベルリン＝シャルロッテンブルク駅(Bahnhof Berlin-Charlottenburg)はドイツ・ベルリン市シャルロッテンブルク＝ヴィルマースドルフ区にある鉄道駅である。ベルリンSバーンの S5、S7、S75の各系統とドイツ鉄道が運行するレギオナルバーン等の地域間列車が乗り入れている。1882年2月7日にベルリン市街線の西側の終着点として開業した。旧駅舎は第二次世界大戦中に被災したが戦後修復されている。近隣のヴィルマースドルファー通り (Wilmersdorfer Straße) は歩行者専用空間となっている。1971年7月6日に今までの旧駅舎は解体され、新しい駅舎に置き換わった。
冷戦期間中はイギリス軍が展開しシャルロッテンブルク駅はベルリンミリタリートレイン ("The Berliner") のベルリン側の境界点として、東ドイツ側から西ドイツ側のブラウンシュヴァイクへ向かう軍事関係、外交関係者を輸送した。1984年1月9日より当時の西ベルリン市交通局 (BVG) が運行していたSバーンが運行を開始している。